# Loxobates
Genre
Loxobates est un genre d'araignées aranéomorphes de la famille des Thomisidae.

## Distribution
Les espèces de ce genre se rencontrent en Asie du Sud-Est, en Asie de l'Est et en Asie du Sud.

## Liste des espèces
Selon World Spider Catalog (version 22.0, 13/06/2021) :
- Loxobates castetsi (Simon, 1906)
- Loxobates daitoensis Ono, 1988
- Loxobates ephippiatus Thorell, 1877
- Loxobates kapuri (Tikader, 1980)
- Loxobates kawilus Barrion & Litsinger, 1995
- Loxobates masapangensis Barrion & Litsinger, 1995
- Loxobates minor Ono, 2001
- Loxobates ornatus Thorell, 1891
- Loxobates quinquenotatus Thorell, 1895

## Publication originale
- Thorell, 1877 : « Studi sui Ragni Malesi e Papuani. I. Ragni di Selebes raccolti nel 1874 dal Dott. O. Beccari. » Annali del Museo Civico di Storia Naturale di Genova, vol. 10, p. 341-637  (texte intégral).